# Lenda de Nossa Senhora da Enxara
De acordo com a tradição da vila alentejana de Campo Maior, a lenda de Nossa Senhora da Enxara tem origem num brinco de ouro oferecida a uma criança, por uma senhora.
A menina estaria a brincar, enquanto a sua mãe estava a lavar roupa no rio. Quando a menina se afastou da sua mãe, teria encontrado uma senhora, muito bonita, que lhe ofereceu um brinco. Quando voltou para junto da mãe, mostrou-lhe o brinco, e ambas foram ao local onde a filha disse ter encontrado a senhora. Quando lá chegaram, viram a imagem de Nossa Senhora numa pedra redonda. Esta pedra está, actualmente, na capela de Nossa Senhora.
A notícia do achado chegou rapidamente aos ouvidos da população, que acorreu ao local da imagem. Esta foi trazida para a vila, e decidiram erguer uma capela, a meio caminho entre o local do achado e a vila, na margem direita do rio. No entanto, todas as manhãs a imagem desaparecia, surgindo no local original. Deste modo, a população decidiu que aquele deveria ser o local para a nova capela.
Habitualmente, na Páscoa, a população desloca-se para o local, designado por Enxara, perto da Aldeia de Ouguela, para festejar a época Santa.
Normalmente as pessoas vão para a Enxara na sexta–feira Santa e acampam lá dois ou três dias, regressando apenas na Segunda-Feira. A Festa consiste numa missa e procissão campal, tourada e outros divertimentos.